# Prodidomus rollasoni
Prodidomus rollasoni là một loài nhện trong họ Gnaphosidae.
Loài này thuộc chi Prodidomus. Prodidomus rollasoni được Mordecai Cubitt Cooke miêu tả năm 1964.